# Dołek Słotwiński
Dołek Słotwiński – część miasta Koluszki w województwie łódzkim, w powiecie łódzkim wschodnim, w gminie Koluszki. 
Leży w południowo-wschodniej części Koluszek, w okolicy ulicy Partyzantów, prowadzącej ku wsi Słotwiny, od której Dołek Słotwiński bierze nazwę.
Znajduje się tu Kościół Niepokalanego Poczęcia Najświętszej Maryi Panny w Koluszkach z 1903 roku.